# North American F-86 Sabre
North American F-86 Sabre je laki Američki podzvučni lovac presretač. Razvijen je u kasnim 40-ima te je jedan od najproizvedenijih zapadnih lovaca tijekom hladnog rata.
Od 1956. godine je bio uveden u naoružanju zrakoplovnih snaga Jugoslavije, koja je u to vrijeme bila u lošim odnosima s Istočnim blokom.

## Razvoj
Unatoč činjenici da američka ratna mornarica nije željela lovački avion sa strelastim krilima, North American je paralelno nastavio razvoj projekta "Model NA-140", za koji će se naknadno zainteresirati američko ratno zrakoplovstvo. Zahvaljujući tome u svibnju 1945. North American je dobio ugovor za razvoj i proizvodnju tri prototipa novog lovačkog aviona kojeg je američko ratno zrakoplovstvo označilo kao XP-86. Zahtjevi ratnog zrakoplovstva bili su veliki:
- Tražio se lovački avion srednjeg dometa i vrlo velike brzine od čak 600 milja na sat (965 km/h).
- Zahvaljujući neugodnim iskustvima s prijašnjim projektima sličnih lovaca od samog se početka tražilo da novi lovac ima kabinu pod pritiskom, hidraulički pokretane upravljačke površine i radarski ciljnik za šest teških strojnica kalibra 12,7 mm.

Kako se je projekt NA-134/FJ-1 "Fury" pokazao kao loš lovac, projektanti North Americana su odlučili na projektu NA-140/XP-86 krenuti bitno drukčijim smjerom. I dok je oblik trupa donekle ostao isti, XP-86 je dobio strelasta krila koja su mu omogućila siguran let i pri visokim podzvučnim brzinama. 
Kako XP-86 nije trebao djelovati s nosača zrakoplova dobio je nešto duži i bitno lakši trup sa znatno jednostavnijim i lakšim stajnim trapom. Manja masa značila je veću maksimalnu brzinu uz manju potrošnju goriva.

## Dizajn (F-86A)

### Proizvodnja i početni problemi
Razvoj novog aviona tekao je dobro, tako da je već 20. lipnja 1945. dovršen prvi drveni model u prirodnoj veličini. Ali tada je došao zastoj uzrokovan s više različitih problema. 
Jedan je bio nedostatak dovoljno snažnog i pouzdanog turbomlaznog motora koji bi XP-86 mogao potjerati do zahtijevanih brzina.
Drugi je problem bio još veći i bilo ga je teže riješiti kako otkloniti probleme stabilnosti tijekom leta malim brzinama uzrokovanim nedovoljnim uzgonom strelastog krila. 
Rješenja svojih problema, dizajneri su našli na već spominjanom Me 262 - zakrilca koja su se automatski spuštala pri letu malim brzinama.
Zahvaljujući Boeingovom inženjeru Georgeu Schaireru, koji je odmah nakon završetka rata u Njemačkoj proučavao Messerschmitt Me 262 i druga tamošnja rješenja vezana uz problematiku uporabe strelastih krila, North Americanovi su projektanti već potkraj 1945. uspjeli obaviti početna ispitivanja u zračnom tunelu. Ispitivanje u zračnom tunelu umanjenog modela lovca XP-86 u omjeru 1/23, s krilima pod kutom od 35 stupnjeva i njemačkim rješenjem sa zakrilcima, pružilo je obećavajuće rezultate. Zbog toga je američko ratno zrakoplovstvo 1. studenog 1945. dopustilo nastavak razvoja XP-86 sa strelastim krilima.
Zapravo je prvih sedam napravljenih XP-86 imalo zakrilca skinuta s njemačkih Messerschmittova 262.

### Izmjene
Kako je razvoj projekta napredovao tako su rađene i mnogobrojne promjene. Krila su produžena, a vertikalni stabilizator, koji je po originalnom projektu bio uspravan, zakošen je za 35 stupnjeva prema natrag. Promijenjen je i položaj zračnih kočnica koje su s krila premještene na stražnji dio trupa. U trupu je, odmah nakon krila, napravljen "procjep" na kojem se odvajao na dva dijela kako bi se mehaničarima olakšao pristup motoru. Slično kao i na FJ-1 zadržan je usisnik u nosu s po tri teške strojnice sa svake strane. Preuzet je i kapljičasti oblik kabine jer je pružao vrlo dobar pogled na sve strane.

## Tehničke karakteristike (F-86F-40-NA)
Osnovne karakteristike
- posada: 1
- dužina: 11,4 m
- raspon krila: 11,3 m
- površina krila: 29,11 m2
- visina: 4,5 m

Letne karakteristike
- najveća brzina: 1.091 km/h
- dolet: 2.454 km
- brzina penjanja: 41 m/s
- najveća visina leta: 15.100 m
- motor: 1× General Electric J47-GE-27

## Korištenje u zračnim snagama Jugoslavije
Jugoslavensko ratno zrakoplovstvo je 1956. godine uvelo u naoružanje F-86. Prvi avioni su bili već ranije korišteni u britanskom RAF-u; riječ je o inačici koja se proizvodila u tvornici "Canadair" pod oznakom CL-13 mk IV.
Ukupno je Jugoslavija pribavila 121 Sabrea, u ovoj kanadskoj, te u verziji F-86E. Avioni su bili u uporabi do 1971. godine, kada su - u situaciji kada je Jugoslavija opet bila u boljim odnosima s Istočnim blokom - zamijenjeni avionima sovjetskog podrijetla.
10 Sabreaova je Jugoslavija preprodala Hondurasu.

## Unutarnje poveznice
- F-86D Sabre
- Saab 29 Tunnan
- MiG-15